# Push Your Head Towards the Air
Push Your Head Towards the Air is de vierde single van het album An End Has a Start van Editors. De single kwam op 3 maart 2008 uit. Het betreft een nieuwe mix van de albumtrack.
Het is een van de meer ingetogen nummers van het album. De piano en de akoestische gitaar spelen een relatief grote rol in dit nummer. Dit is tevens de rustigste single die de groep tot op heden heeft uitgebracht.

## Videoclip
Paul Minor van Streetgang Films regisseerde de videoclip voor de single. De clip is zwart-wit opgenomen.

## Tracks
CD
1. "Push Your Head Towards the Air" (radio edit)
2. "Lullaby"

Vinyl
1. "Push Your Head Towards the Air" (radio edit)
2. "Spiders" (Live at BBC Electric Proms)

Maxi CD
1. "Push Your Head Towards the Air" (radio Edit)
2. "The Weight of the World" (Live at BBC Electric Proms)
3. "When Anger Shows" (Live at BBC Electric Proms)
4. "Well Worn Hand" (Live at BBC Electric Proms)

Promo
1. "Push Your Head Towards the Air" (radio edit)
2. "Push Your Head Towards the Air" (full)
3. "Push Your Head Towards the Air" (instrumental)